# فوهة هرقل

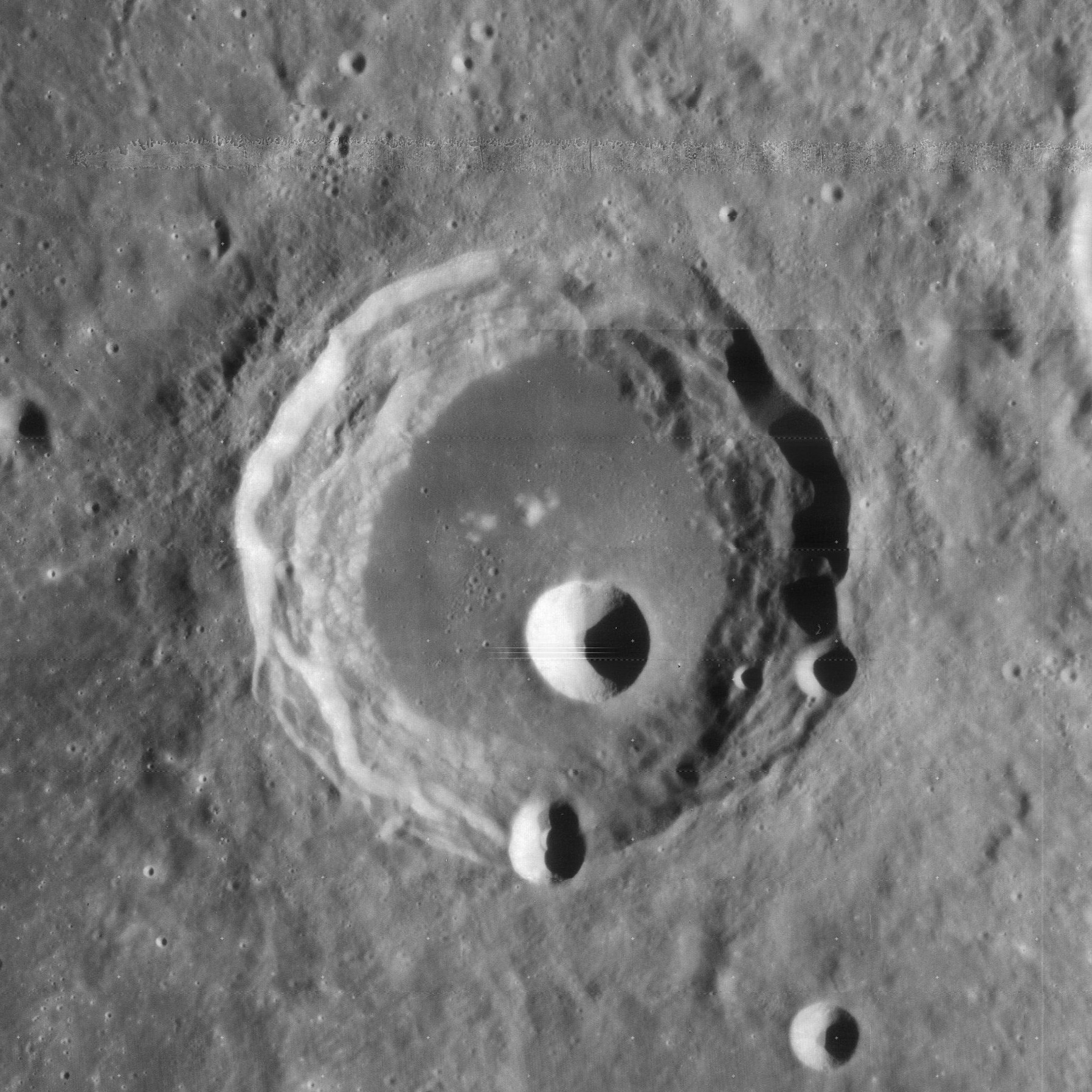
فوهة هرقل (46.7°N 39.1°E)

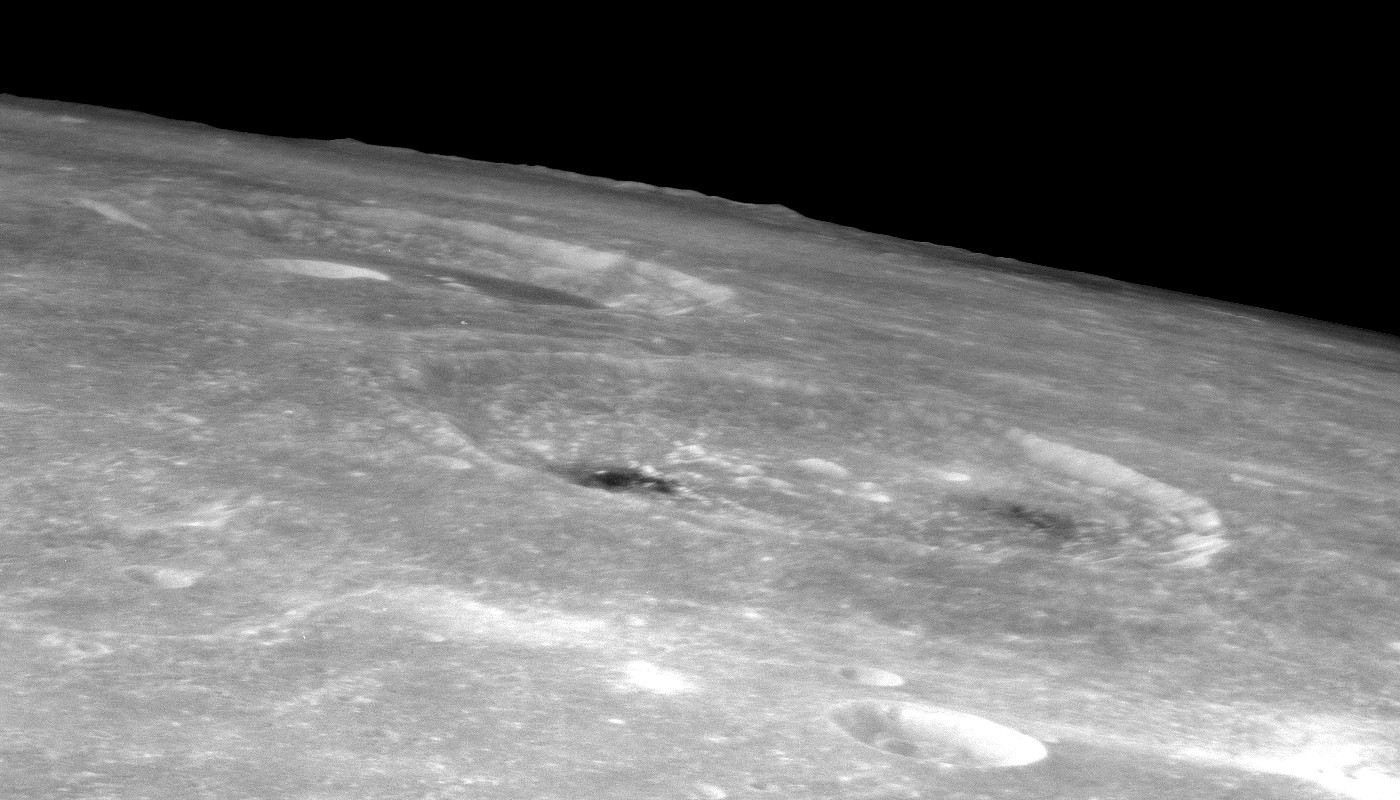
صورة لفوهتي أطلس وهرقل من بعثة ابولو 16

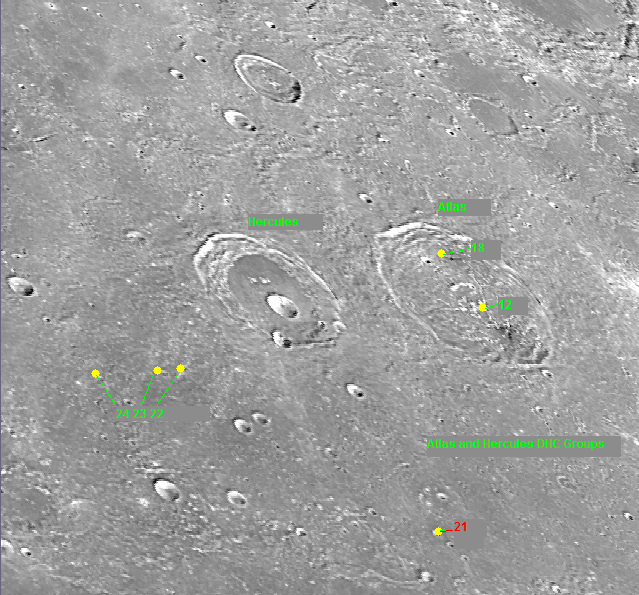
فوهة أطلس في أعلى يمين الصورة وفوهة هرقل في أسفل يسار الصورة

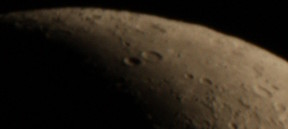
فوهتي أطلس وهرقل في المنتصف، بجانب خط الغلس.

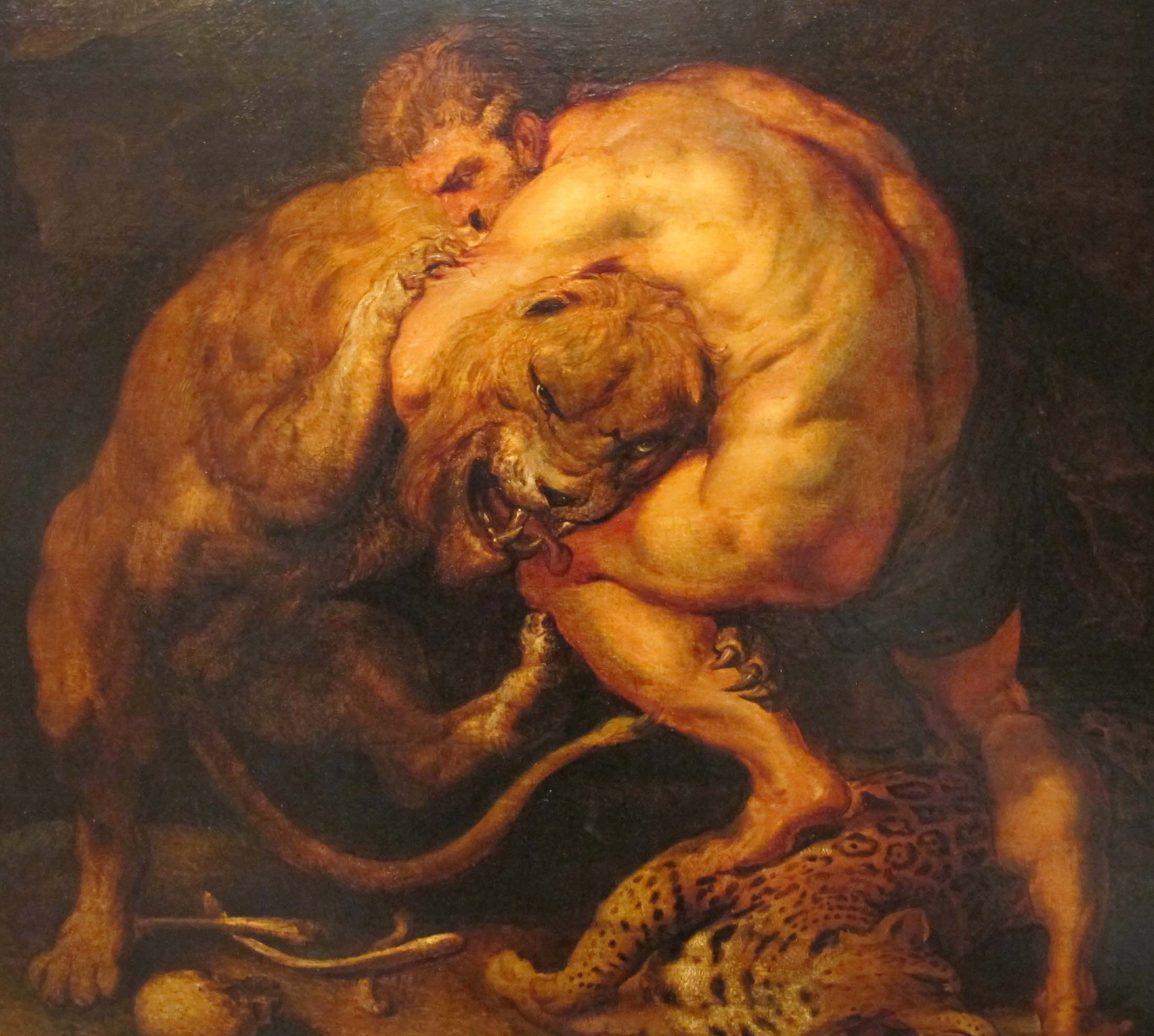
هرقل

فوهة هرقل (46.7°N 39.1°E) هي فوهة صدمية على سطح القمر تقع في المنطقة الشمالية الشرقية من سطح القمر، غرب فوهة أطلس، بالقرب من الحافة الشرقية لامتداد فوهة ماري فريجوريس، وفوهة بيرج. ويحدها من الجنوب فوهة ويليامز. سميت هذه الفوهة على اسم البطل الإلهى في الميثولوجيا الإغريقية هرقل.

## الوصف
يبلغ قطر الفوهة 69 كيلومتر، وعمقها 3.2 كيلومتر، وعلى زاوية 322° من شروق الشمس. الجدران الداخلية للفوهة تتخذ شكل المدرج متعدد الدرجات، بجزء خارجي صغير. تم غمر السطح الداخلى للفوهة بالحمم البركانية منذ زمن بعيد، يحتوي السطح على مناطق عديدة وضاءة. القمة المركزية تم دفنها ولا يظهر منها غير تل منخفض قرب مركز الفوهة.
توجد في السطح بضع الفوهات البارزة، فتقع فوهة هيرقل جي شمال مركز الفوهة. وفوهة هيرقل إي على طول الحافة الجنوبية للفوهة.
تم اعتبار هذه الفوهة موقع مناسب لدراسة بعض الظواهر القمرية.

## فوهات القمر الصناعي
لرسم خريطة مماثلة لفوهات القمر يتم وضح حروف على كل جانب من جوانب الفوهة ومركزها لكل حرف منهم دلاله معينة.
| فوهة هرقل | خط طول  | خط عرض  | القطر      |
| --------- | ------- | ------- | ---------- |
| B         | 47.8° N | 36.6° E | 9 كيلومتر  |
| C         | 42.7° N | 35.3° E | 9 كيلومتر  |
| D         | 44.8° N | 39.7° E | 8 كيلومتر  |
| E         | 45.7° N | 38.5° E | 9 كيلومتر  |
| F         | 50.3° N | 41.7° E | 14 كيلومتر |
| G         | 46.4° N | 39.2° E | 14 كيلومتر |
| H         | 51.2° N | 40.9° E | 7 كيلومتر  |
| J         | 44.1° N | 36.4° E | 8 كيلومتر  |
| K         | 44.2° N | 36.9° E | 7 كيلومتر  |

حديثا قام الاتحاد الفلكي الدولي بإعادة تسمية هذه الحروف فعلى سبيل المثال
تمت إعادة تسمية فوهة هرقل A إلى فوهة كلديش

## وصلات خارجية
- فوهات القمر
- فوهة هرقل، ديسمبر 2012
- فوهتي أطلس وهرقل
- فوهتي أطلس وهرقل 2